# 聖薩爾基斯主教座堂
聖薩爾基斯主教座堂是位於亞美尼亞首都葉里溫的一座亞美尼亞使徒教會的主教座堂。現存的聖薩爾基斯主教座堂修建於1835年至1842年期間。